# Laufbandanalyse
Laufbandanalyse bezeichnet die Auswertung des Bewegungsmusters des Fußes, um eine eventuelle Fehlstellung im Bewegungsmuster festzustellen. Liegt beim Fuß eine Supination oder Überpronation vor, ist es sinnvoll, den Fuß durch mechanische Maßnahmen zu stützen und somit nicht mehr einknicken zu lassen.
In der Regel wird bei der Laufbandanalyse per Videokamera das Bewegungsmuster auf dem Laufband aufgenommen, der Proband läuft dabei barfuß. Diese Aufzeichnung kann im Standbild aufzeigen, ob es zu einem Knicken oder Verdrehen des Fußes im Zuge der Laufbewegung kommt. Die Laufbandanalyse ist wichtig, um Fehlstellungen durch die Auswahl geeigneter Stützen (z. B. in Laufschuhen) zu korrigieren und eine Schädigung der Gelenke und des Skelettsystems zu unterbinden.
Mit derselben Methode werden auch klinische Gang- und Laufanalysen durchgeführt. Ziel der Laufbandanalyse ist in der Regel eine fundierte Beratung zur Unterstützung der Auswahl der richtigen Laufschuhe. In Frage kommende Schuhe werden wiederum zu einem Testlauf auf dem Laufband getragen, um in erneuter Videoanalyse die Tauglichkeit zu prüfen. Darüber hinaus sollten vom Analysten die Trainingsdauer  und Trainingshäufigkeit, gelaufener Boden, die Verwendung von Einlagen und vergangene Verletzungen des Probanden abgefragt werden.